# سیارک ۱۷۲۲۶۹
سیارک ۱۷۲۲۶۹ (به انگلیسی: 172269 Tator، نامگذاری:2002TJ69) صد و هفتاد و دو هزار و دویست و شصت و نهمین سیارک کشف شده‌است که در ۹ اکتبر ۲۰۰۲ کشف شد.